# Јараба
Јараба (слч. Jarabá) насељено је мјесто са административним статусом сеоске општине (слч. obec) у округу Брезно, у Банскобистричком крају, Словачка Република.

## Становништво
| Година:    | 1994. | 2004.    | 2014.   | 2024.    |
| ---------- | ----- | -------- | ------- | -------- |
| Број људи: | 36    | 48       | 42      | 36       |
| Разлика:   |       | +33,33 % | -12,5 % | -14,28 % |

| Година:    | 2023. | 2024.   |
| ---------- | ----- | ------- |
| Број људи: | 35    | 36      |
| Разлика:   |       | +2,85 % |

Према подацима о броју становника из 2011. године насеље је имало 46 становника.